# Trioza senecionis
Trioza senecionis är en insektsart som först beskrevs av Giovanni Antonio Scopoli 1763.  Trioza senecionis ingår i släktet Trioza och familjen spetsbladloppor. Inga underarter finns listade i Catalogue of Life.